# Grube Titus I
Die Grube Titus I ist eine ehemalige Schwefelkies-Grube des Bensberger Erzreviers in Bergisch Gladbach. Das Gelände gehört zum Stadtteil Schildgen.

## Geschichte
Das Mutungsgesuch datiert vom 13. Juli 1873. Die Verleihungsurkunde stammt vom 2. Januar 1874 auf Schwefelkies. Das Grubenfeld Titus I überdeckte die Grubenfelder Fahn, Romeo, Scharrenberg und Verzogerung. Der Fundpunkt lag ca. 150 m westlich des Hauses Zum Waschbach 21 am Waldrand im Bereich eines Siefenkopfes. Hinweise auf die frühere Bergbautätigkeit lassen sich nicht mehr zweifelsfrei feststellen. Über die Betriebstätigkeiten ist nichts Näheres bekannt.